# Take a Load Off
Take a Load Off è un singolo del gruppo rock statunitense Stone Temple Pilots, pubblicato nel 2010 ed estratto dall'album Stone Temple Pilots.